# Бушуев, Виктор Михайлович
Виктор Михайлович Бушуев (1919—1996) — советский государственный и политический деятель.

## Биография
Родился в 1919 году. Член ВКП(б) с 1947 года.
В 1941 г. окончил Московский институт химического машиностроения.
С 1942 года — на общественной и политической работе. В 1942—1976 гг. — инженер, старший инженер Государственной плановой комиссии, начальник Сектора Отдела Государственной плановой комиссии, заместитель начальника Отдела Государственной плановой комиссии при СМ СССР, в аппарате ЦК КПСС, заведующий Отделом химической промышленности ЦК КПСС.
Избирался депутатом Верховного Совета РСФСР 7-го, 8-го, 9-го созывов. Чл. ЦРК КПСС в 1966-81.
Умер в 1996 году в Москве.
Автор книги:
- Бушуев, Виктор Михайлович. Химическая индустрия в свете решений XXIV съезда КПСС [Текст]. — Москва : Химия, 1973. — 270 с., 1 л. схем. : ил.; 22 см.